# Komische Oper
A Komische Oper egy német operaház Berlinben. Operákat, operetteket és musicaleket mutat be.
Az operaház a Behrenstraßén fekszik, pár lépésre az Unter den Lindentől. 2004 óta a Berlini Állami Operaházzal, a Berlini Deutsche Operrel, a Berlini Állami Balett-tel és a Bühnenservice Berlinnel (Színpadi Costume Design) tagja a Berlini Operaalapítványnak.

## Az épület története

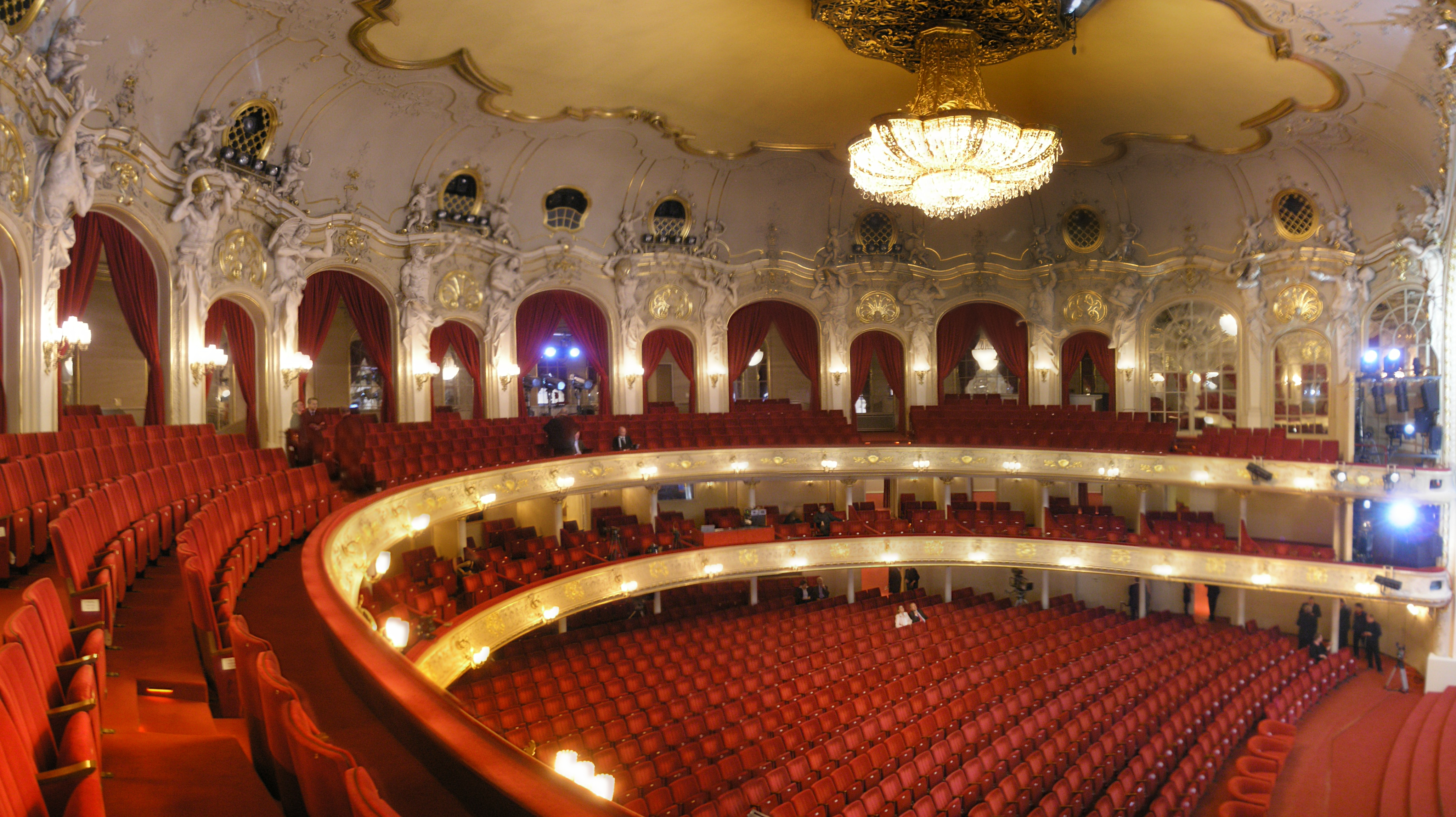
A Komische Oper belseje

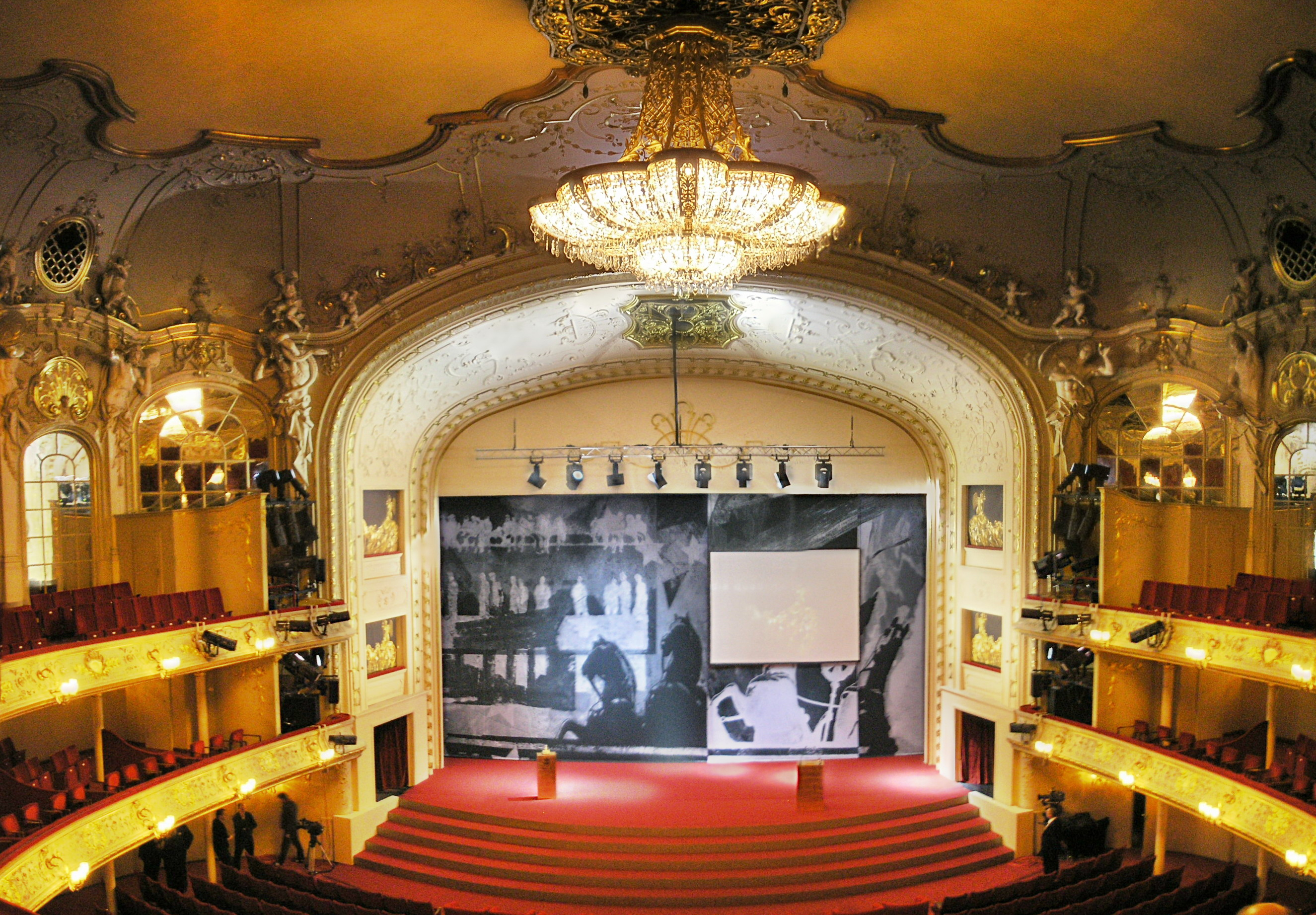
A Komische Oper színpadja

A színház 1891–92-ben Ferdinand Fellner és Hermann Helmer tervei alapján magánbefektetésből épült. Először 1892. szeptember 24-én mint Theater unter den Linden nyílt meg Adolf Ferron operettje, a Daphne és Gall, valamint Haßreiter balettje a Die Welt a Bild und Tanz bemutatásával.
A színház elsősorban operákat és operetteket játszott, de használták különböző társadalmi események vagy táncjátékok megrendezésére is. Mintegy 800 embert lehetett leültetni a zsöllyében, az erkélyeken, meg a különböző bankettszobákban további 1700 ülés kapott helyet. A vezetés csődbe ment, így 1896-ban a színház kénytelen volt bezárni kapuit.
1898. szeptember 3-án Metropol-Theater néven újra megnyitották Julius Freund revüjével, a Paradies der Frauennel. Akkor nőtte ki magát Berlin leghíresebb, legsikeresebb színházai közé. Közben az 1920-as, 1930-as évek elején az Alfred és Fritz Rotter fivérek bérelték ki. Két magyar mű bemutatója is itt volt: Lehár Ferenc Friederika című operettje 1928-ban, és A mosoly országa 1929-ben, mindkettő főszerepében Richard Tauberrel. Azonban, mivel a nagy gazdasági világválság miatt csökkent az effajta szórakozás iránti igény, a színház 1933-ban ismét bezárt.
1934-ben államosították, majd átnevezték Staatliches Operettentheaterré. A nemzetiszocializmus alatt a Kraft durch Freude-típusú szórakoztatás 
és szabadidős programok keretében működött. A második világháború végén a nézőtér megsérült, a szövetségesek 1944. május 7-i bombázásában. A homlokzat, az előtér, valamint a nézőtér mennyezetfreskói pedig az 1945. március 9-ei bombázásokban semmisültek meg.
A háború után a színház Kelet-Németországhoz került, mivel az épület Berlin keleti részén van. A szükséges javítási munkák és az ideiglenes újjáépítés után a színház 1947. december 23-án már mint Komische Oper, ifj. Johann Strauss A denevér című operettjével nyílt meg újra.
Az 1950-es években különböző további módosításokat és munkálatokat hajtottak végre rajta. 1965/66-ban az Architektenkollektiv Kunz Nierade tervei alapján átépítették, hozzátéve egyéb funkcionális tereket a színház is teljesen új külsőt kapott. 1966. december 4-én Mozart Don Giovannijával nyitották meg újra. A nézőtér helyreállítása 1986-ban tovább folytatódott, a színpadtechnológia modernizálása 1989-ben történt meg. Ma a színházi ülések száma 1270.

## A Komische Oper cég
1947-ben, Walter Felsenstein megalapította a Komische Oper rezidens operacéget, amelyet egészen 1975-ben bekövetkezett haláláig igazgatott. Götz Friedrich volt asszisztense a cégnél. Joachim Herz lett általános igazgató Felsenstein halála után, 1981-ig. Ezt követően Harry Kupfer vezette a társaságot 21 évadon át, 2002-ig. A cég német nyelvű opera-, operett-, musicalelőadásokra specializálódott. 2007-ben az Oper Brémával közösen elnyerte az Év operaháza-díjat, amelyet a német Opernwelt magazin ítélt oda. 2002 óta a cég vezérigazgatója, valamint intendánsa Andreas Homoki lett. A tervek szerint 2012. július 31-én köszönt le. 2008 júniusában a cég bejelentette, hogy Barrie Kosky követi Homokit mint intendáns a 2012/2013-as szezontól. 2014 októberében a szerződést a vállalat Barrie Koskyval 2022-ig meghosszabbította. 2005 óta a vállalat ügyvezető igazgatója Susanne Moser.
1966-tól 2004-ig a színház otthont adott egy rezidens balettnek is, amely először, mint Tanztheater der Komischen Oper, majd 1999-től mint BerlinBallett – Komische Oper szerepelt. 2004-ben költségvetési problémák miatt, a külön balettvállalatok Berlin három operaházából beolvadtak egy úgynevezett Staatsballett Berlin cegbe.
Egykori általános zenei rendezők (GMD) Kurt Masur, Rolf Reuter, Yakov Kreizberg, Kirill Petrenko, Carl St. Clair és Patrick Lange voltak. Mivel 2012-ben a cég GMD-je Nánási Henrik volt, úgy tervezete, hogy a 2017–18-as évadban még marad. 2017 májusában a cég bejelentette, hogy Ainārs Rubiķis lesz a következő GMD, a 2018–19-estől kezdve, a következő három szezont csinálja végig.

### Általános zenei rendezők
- Kurt Masur (1960–1964)
- Oberfrank Géza (1973–1976)
- Rolf Reuter (1981–1993)
- Yakov Kreizberg (1994–2001)
- Kirill Petrenko (2002–2007)
- Carl St. Clair (2008–2010)
- Patrick Lange (2010–2012)
- Nánási Henrik (2012–2018)
- Ainārs Rubiķis (2018–)

## Fordítás
Ez a szócikk részben vagy egészben  a   Komische Oper Berlin című angol Wikipédia-szócikk ezen változatának fordításán alapul.  Az eredeti cikk szerkesztőit annak laptörténete sorolja fel. Ez a jelzés csupán a megfogalmazás eredetét és a szerzői jogokat jelzi, nem szolgál a cikkben szereplő információk forrásmegjelöléseként.